# Culture de Veloucha-Porodin

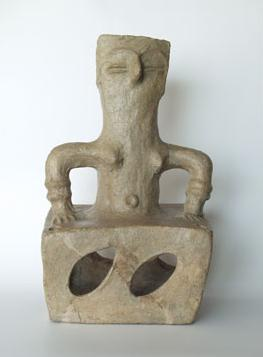
Une figure de magna mater

La culture de Veloucha-Porodin est une culture préhistorique qui a existé sur le territoire de la Macédoine du Nord au Néolithique. Il s'agit d'une culture périphérique de l'ensemble balkano-anatolien qui a évolué d'une façon particulière. Elle est apparue en Pélagonie, plaine isolée du sud-ouest du pays et elle doit son nom à deux sites, Veloucha (en macédonien Велуша) et Porodin (Породин), situés sur les rives de la rivière Crna. la culture apparaît vers 5500 av. J.-C et connu quatre phases (Veloucha-Porodin I-IV).
Les habitations de la culture ont un plan rectangulaire ou plus rarement trapézoïdal, des murs en clayonnage et un sol couvert d'agile. Peu d'outils en pierre ont été retrouvés car ils sont surtout faits en os, et les rites sépulcraux sont très peu connus. Les poteries sont le plus souvent de forme sphérique avec un col allongé, de couleur rouge et décorées de motifs en triangle de peinture blanche. On a également retrouvé des autels en terre cuite et des statuettes très particulières, les magna mater, petites figures de maisons avec un corps de femme à la place de la cheminée. La culture se caractérise enfin par la production de nombreuses figurines au cou allongé, parfois assises.
La phase I se caractérise par de la vaisselle à pieds coniques ainsi que par des ornements en « 3 », qui se retrouvent aussi pendant la phase II. Des bandes et des ovales sont particuliers des phases III et IV. La phase IV se démarque par des motifs en argile rajoutés sur les parois. Les magna mater furent essentiellement produites pendant la phase III.

## Sources
- (en) The Cambridge ancient history: The prehistory of the Balkans; and the Middle East and the Aegean world, tenth to eighth centuries B.C., Tome 3, Partie 1, John Boardman, Cambridge University Press, 1982, pp. 89-90

1. ↑  (en) Vasil Ilyov, « Macedonian « Neolithic revolution » », Novi soznanija za pismenosta, jazikot i kulturata na drevnite makedonci (consulté le 18 mars 2011)